# Plectroctena thaui
Plectroctena thaui is een mierensoort uit de onderfamilie van de Ponerinae. De wetenschappelijke naam van de soort is voor het eerst geldig gepubliceerd in 2006 door Fisher.